# Cristoforo Mantegazza
Cristoforo Mantegazza (Pavie, v. 1430 - 1482) est un sculpteur italien du XVe siècle, actif en Lombardie dans les années 1460-1470.

## Biographie
Cristoforo Mantegazza est le frère d'Antonio Mantegazza, avec qui il travailla, à partir de 1464, à la façade de l'église de la Chartreuse de Pavie.

## Œuvres
- Expulsion du jardin d'Eden, bas-relief de la Chartreuse de Pavie

## Sources
- (en) Cet article est partiellement ou en totalité issu de l’article de Wikipédia en anglais intitulé « Cristoforo Mantegazza » (voir la liste des auteurs).